# Contea di Harding (Nuovo Messico)
La contea di Harding, in inglese Harding County, è una contea dello Stato del Nuovo Messico, negli Stati Uniti. La popolazione al censimento del 2000 era di 810 abitanti. Il capoluogo di contea è Mosquero.

## Geografia
Questa è la contea meno popolata dello Stato. Nella zona nord-occidentale si estende una prateria nordamericana, mentre a sud-est una prateria semi-desertica. Il fiume Canadian forma il confine ovest con la contea di Mora.

### Contee confinanti
- Contea di Union - nord-est
- Contea di Quay - sud-est
- Contea di San Miguel - sud-ovest
- Contea di Mora - ovest
- Contea di Colfax - nord-ovest

## Storia
La contea fu creata nel 1921 da parti delle contee di Mora e Union, lo stesso giorno in cui Warren G. Harding divenne presidente, per questo prende il suo nome.

## Comuni
Le uniche aree incorporate sono i village di Mosquero e Roy.